# Jorge de Sena
Jorge Cândido de Sena (Lisboa, 2 de novembre de 1919 - Santa Bàrbara, Califòrnia, 4 de juny de 1978) fou un poeta, crític, narrador, assagista, dramaturg, traductor i professor universitari portugués, naturalitzat brasiler el 1963. La varietat dels seus interessos intel·lectuals, les seues actituds anticonformistes i el seu estil bel·ligerant l'han convertit en un dels autors més importants de les lletres portugueses del segle xx i una de les personalitats més controvertides de la seua generació.

## Biografia
Primers anys
Fou fill únic d'un matrimoni de l'alta burgesia: el pare, Augusto Raposo de Sena, natural de Ponta Delgada i comandant de la marina mercant, provenia de llinatge suposadament aristocràtic de militars i alts funcionaris, i la mare, Maria da Luz Telles Grilo de Sena, natural da Covilhã i mestressa de casa, era filla de comerciants rics de Porto.
Als disset anys, ingressà en l'Escola Naval com a primer cadet, però a causa d'alguns esdeveniments infeliços durant el viatge d'instrucció a bord de la nau-escola Sagres, relacionats amb la rigidesa de les normes, l'any següent fou expulsat de la Marina, la qual cosa el deixà profundament frustrat.
Enginyeria civil, casament i primeres obres
El 1940 començà els estudis d'enginyeria civil en la Universitat de Porto, i s'hi llicencià el 1944. Durant tot aquell temps va escriure bastants poemes, articles, assaigs i cartes. Escrivia des dels setze anys, i el 1940, amb el pseudònim de Teles de Abreu, publicà els seus primers poemes en la revista Cadernos de Poesia. El 1942 publicà el seu primer llibre de poemes, Perseguição, que no impressionà gaire el seu amic i crític João Gaspar Simões, i Adolfo Casais Monteiro el considerà un llibre revelador però difícil. La seua carrera d'enginyer civil va durar catorze anys; treballà en la Câmara Municipal de Lisboa, en la direcció general dels serveis d'urbanització i en la Junta Autónoma das Estradas, on romandria fins al seu exili al Brasil el 1959. Casat el 1949 amb Maria Mécia de Freitas Lopes (germana del crític i historiador de la literatura Óscar Lopes), van tenir nou fills, així que va haver de compaginar diverses ocupacions per a sustentar una família creixent: a més del treball diürn en la Junta Autónoma das Estradas, es dedicà a la direcció literària en editorials, i a la traducció i revisió de textos. La banalitat de la vida quotidiana al Portugal de Salazar en les dècades de 1940 i 1950, la mediocritat i les intrigues dels medis literaris, l'opressió política, la censura i l'ambient de treball sufocant li inspiraren el poema «É tarde, muito tarde na noite…». Durant aquests anys publicà diverses obres: O Dogma da Trindade Poética – Rimbaud (1942); Coroa da Terra, poesia (1946); Páginas de Doutrina Estética de Fernando Pessoa, (1946); Florbela Espanca (1947); Pedra Filosofal, poesia (1950); A Poesia de Camões (1951), etc. Col·laborà en la revista Mundo Literário (1946-1948) amb contes i poesia, i com a crític artístic en la secció de cinema, i també en la revista Litoral (1944-1945).
L'exili al Brasil
La seua situació com a escriptor i com a ciutadà se li tornava insuportable. Com a escriptor, no tenia temps lliure per a escriure, a penes ho podia fer de manera insuficient i limitada a la nit i els diumenges. El fet de no pertànyer a cap cercle acadèmic i la manca de suport institucional li frustraven qualsevol pretensió de poder acabar alguna obra més ambiciosa. Per altra banda, la seua participació en un intent revolucionari avortat el 12 de març de 1959 el dugué a una possibilitat de presó imminent, en el cas molt probable que algun dels conspiradors presos per la PIDE denunciàs els que encara estaven lliures.
A l'agost de 1959 viatjà al Brasil, convidat per la Universitat de Bahia i pel govern brasiler a participar en el IV Col·loqui Internacional d'Estudis Lusobrasilers. Havent estat convidat com a catedràtic contractat de teoria de la literatura a Assis (São Paulo), aprofità l'oportunitat i acceptà el lloc, iniciant així el seu llarg exili. Feu amistat amb el poeta Jaime Montestrela, que li dedicà el llibre Cidade de lama. Per motius professionals hagué d'adoptar la ciutadania brasilera. El 1961 anà a ensenyar literatura portuguesa en la Universitat d'Araraquara. El 1964, després de vèncer alguns contratemps acadèmics pel fet de ser llicenciat en enginyeria, defensà la seua tesi doctoral en lletres: Os Sonetos de Camões e o Soneto Quinhentista Peninsular, i obtingué el títol acadèmic cum laude. El període de sis anys que passà al Brasil fou molt productiu: poesia, teatre, ficció, assagisme i investigació; finalment, tenia plena disponibilitat per a dedicar-se a la seua obra amb la intensitat necessària. Part de la novel·la Sinais de fogo i la totalitat dels contes de Novas andanças do Demónio van ser escrites en aquest període.
Als Estats Units. Els últims anys
La degradació de la situació política al Brasil, amb la instal·lació d'una dictadura militar a partir de març de 1964, feu que Jorge de Sena, més advers que mai a l'arrogància, acceptàs una invitació per a ensenyar literatura de llengua portuguesa en la Universitat de Wisconsin, i se n'anà als Estats Units l'octubre de 1965. El 1967 fou nomenat catedràtic del Departament d'Espanyol i Portugués d'aquella universitat. Del 1970 al 1978 fou catedràtic efectiu de literatura comparada en la Universitat de Califòrnia a Santa Barbara. A pesar de la satisfacció d'ensenyar i de l'amistat que li dedicaven els alumnes, es queixava de la «terrible solitud intel·lectual d'Amèrica», on no hi havia «cap convivència intel·lectual», i de l'esterilitat i l'esperit burgés de l'ambient acadèmic, que no s'interessava per la seua obra. Quan s'escaigué la Revolució dels Clavells, Jorge de Sena s'entusiasmà i volgué regressar definitivament a Portugal, ansiós d'aportar la seua col·laboració a la construcció de la democràcia. Visità Portugal; però cap universitat o institució cultural portuguesa no es dignà a oferir-li algun càrrec, qualsevol que fos, cosa que el desil·lusionà i l'amargà molt, i decidí continuar vivint als Estats Units, on ja tenia una carrera estable. Morí de càncer el 4 de juny de 1978, als cinquanta-vuit anys.

## Obres
Deixà una vasta obra difícil de classificar. Hereu del modernisme i del moviment de Presença, fou també sensible al qüestionament de la cultura i la literatura duta a terme pel surrealisme, aportant una veu poètica provocadora, fins i tot agressiva, sempre fidel a una exigència indomable de veritat nua, sense complaença envers les valors acceptades.
Poesia
- Perseguição (1942)
- Coroa da Terra (1946)
- Pedra Filosofal (1950)
- As Evidências (1955)
- Fidelidade (1958)
- Metamorfoses (1963)
- Arte de Música (1968)
- Peregrinatio ad Loca Infecta (1969)
- Exorcismos (1972)
- Conheço o Sal e Outros Poemas (1974)
- Sobre Esta Praia (1977)
- Quarenta Anos de Servidão (1979, pòstum)
- Dedicácias (1980, pòstum)
- Sequências (1980, pòstum)
- Visão Perpétua (1982, pòstum)
- Post-Scriptum I (1985, pòstum)
- Post-Scriptum II (1985, pòstum)
- Poesia I (1977)
- Poesia II (1978)
- Poesia III (1978)

Narrativa
- Andanças do Demónio (1960, contes)
- Novas Andanças do Demónio (1966, contes)
- Os Grão-Capitães (1976, contes)
- O Físico Prodigioso (1977, novel·la)
- Sinais de Fogo (1979, narració autobiogràfica, pòstuma. Adaptada al cinema el 1995 per Luís Filipe Rocha)
- Génesis (1983, pòstum)

Teatre
- O Indesejado (1951)
- Ulisseia Adúltera (1952)
- O Banquete de Dionísos (1969)
- Epimeteu ou o Homem Que Pensava Depois (1971)

Assaig
- Da Poesia Portuguesa (1959)
- O Poeta é um Fingidor (1961)
- O Reino da Estupidez (1961)
- Uma Canção de Camões (1966)
- Os Sonetos de Camões e o Soneto Quinhentista Peninsular  (1969)
- A Estrutura de Os Lusíadas e Outros Estudos Camonianos e de Poesia Peninsular do Século XVI (1970)
- Maquiavel e Outros Estudos (1973)
- Dialécticas Aplicadas da Literatura (1978)
- Fernando Pessoa & Cia. Heterónima (1982, pòstum)

## Obra traduïda al català
- Senyals de foc. Traducció de Xavier Moral. Barcelona: Proa (col. «A tot vent»), 1986.

## Premis i reconeixements
- Premi Internacional de Poesia Etna-Taormina, pel conjunt de la seua obra poètica.
- Orde de l'Infant D. Henrique.
- Gran Creu de l'Orde Militar de Sant'Iago da Espada de Portugal, concedida pòstumament, el 30 d'agost de 1978.[8]
- El 1980 s'inaugurà el Jorge de Sena Center for Portuguese Studies en la Universitat de Califòrnia a Santa Barbara.